# Vitalij Kabaloev
Vitalij Ermakovič Kabaloev (in russo Виталий Ермакович Кабалоев?; 18 settembre 1996) è un lottatore russo, specializzato nella lotta greco-romana.

## Palmarès
- Europei

Bucarest 2019: oro nei 55 kg.
Roma 2020: argento nei 55 kg.